# Esporohalobàcter
Sporohalobacter és un gènere de bacteris anaerobis dins la família Haloanaerobiaceae. Fan espores i creixen en ambients hipersalins.